# Szlakówka (województwo podkarpackie)
Szlakówka – osada leśna w Polsce położona w województwie podkarpackim, w powiecie stalowowolskim, w gminie Zaklików.